# Zyber Hallulli
Zyber Hallulli (Tirana, 1842 - 1927) fue un político albanés y el primer alcalde de Tirana desde que el país se independizó en 1912, ocupando el cargo desde el año 1913 hasta 1914. También fue conocido por ser uno de los impulsores del primer orfanato público en Albania.

## Biografía
Hallulli Nació en Tirana, capital de Albania en plena época del Imperio Otomano. Realizó los primeros estudios en su ciudad natal. Después fue a Estambul, Turquía, donde se graduó en filosofía y teología.
Junto con Rauf Fico, Mytesim Këlliçi, Luigj Shala y Xhelal Toptani impulsó el primer orfanato público de la Albania, el 28 de noviembre de 1917, fecha que no fue aleatoria, puesto que se trataba del quinto aniversario del albanés Declaración de Independencia de Albania. Los fundadores del centro crearon una comisión de benefactores de familias ricas y mercaderes de la ciudad. El orfanato es todavía un referente del país, bautizándolo en su honor con el nombre Shtëpia e Fëmijëve "Zyber Hallulli" (literalmente: Casa de Niños "Zyber Hallulli").
Hallulli apoyó activamente la Declaración de Independencia de Albania, como resultado del Congreso de Lushnjë y la Revolución de Junio.
Falleció en Tirana en 1927.
| Predecesor: - | Alcalde de Tirana 1913-1914 | Sucesor: Servet Libohova |